# Soumya Swaminathan (médecin)
Cet article concerne la pédiatre et clinicienne. Pour la joueuse d'échecs, voir Soumya Swaminathan.
Pour les articles homonymes, voir Soumya et Swaminathan.
Soumya Swaminathan Yadav (née le 2 mai 1959) est une pédiatre et clinicienne indienne connue pour ses recherches sur la tuberculose et le VIH. Depuis mars 2019, Swaminathan est le scientifique en chef de l'Organisation mondiale de la santé. Auparavant, d'octobre 2017 à mars 2019, elle était directrice générale adjointe des programmes (DDP) à l'Organisation mondiale de la santé,.

## Biographie

### Jeunesse et éducation
Swaminathan est né à Madras en Inde. Swaminathan est la fille du « père de la révolution verte de l'Inde » MS Swaminathan et de l'éducatrice indienne Mina Swaminathan. Swaminathan a deux frères et sœurs, Madhura Swaminathan, professeur d'économie à l' Institut indien de statistique de Bangalore, et Nithya Swaminathan, maître de conférences en analyse de genre dans le développement international à l'Université d'East Anglia.
Swaminathan a reçu un MBBS de l'Armed Forces Medical College de Pune. Elle est titulaire d'un doctorat en pédiatrie du All India Institute of Medical Sciences à New Delhi. Elle est diplômée du National Board of National Board of Examinations . Dans le cadre de sa formation, de 1987 à 1989, Swaminathan a effectué un stage postdoctoral en néonatalogie et en pneumologie pédiatrique au Children's Hospital de Los Angeles à la Keck School of Medicine de l'USC.

### Carrière

#### Début
De 1989 à 1990, Swaminathan a été chercheur associé (registraire) au département des maladies respiratoires pédiatriques de l'université de Leicester au Royaume-Uni.
Elle a ensuite travaillé comme agente de recherche principale (cadre de recherche surnuméraire), unité de médecine cardiopulmonaire, ainsi que professeure clinicienne agrégée auxiliaire au département de santé publique et de médecine familiale de la Tufts University School of Medicine dans le New Jersey.
En 1992, Swaminathan a rejoint l'Institut national de recherche sur la tuberculose aussi appelé Centre de recherche sur la tuberculose, où elle était coordonnatrice du secteur Maladies tropicales orphelines. Elle est ensuite devenue directrice de l'Institut national de recherche sur la tuberculose.
De 2009 à 2011, Swaminathan a été coordinateur du Programme spécial UNICEF/PNUD/Banque mondiale/OMS de recherche et de formation sur les maladies tropicales à Genève.
Jusqu'en 2013, elle était directrice de l'Institut national de recherche sur la tuberculose (NIRT) à Chennai.
D'août 2015 à novembre 2017, Swaminathan a été directeur général du Conseil indien de la recherche médicale (ICMR) et secrétaire du département de la recherche en santé (ministère de la Santé et du Bien-être familial) pour le gouvernement indien.

#### Carrière à l'OMS
D'octobre 2017 à mars 2019, Swaminathan a été directrice générale adjointe de l'Organisation mondiale de la santé,.
Lors des préparatifs du Sommet mondial sur la santé organisé par la Commission européenne et le G20 en mai 2021, Swaminathan est membre du groupe scientifique de haut niveau de l'événement.

##### Covid-19
En mars 2019, Swaminathan devient scientifique en chef de l'Organisation mondiale de la santé, où elle  participe à des points de presse réguliers bimensuels sur la Pandémie de Covid-19. Elle a exhorté les pays à effectuer plus fréquemment le séquençage du génome entier du virus SARS-CoV-2 et à télécharger des séquences dans le projet GISAID.
En mai 2021, Swaminathan recommande de ne pas recourir à l'ivermectine comme traitement de la Covid-19, sauf dans le cadre d'essais cliniques. En juin 2021, elle salue la contre-indication en Inde de l'ivermectine, de la doxycycline, des vitamines et d'autres traitements dont l'efficacité n'est pas prouvée dans le traitement de la Covid-19, considérant que dans les cas bénins, paracétamol, sirop contre la toux et inhalation de budésonide sont suffisants.

### Famille
Swaminathan est mariée à Ajit Yadav, un chirurgien orthopédiste.

## Travaux de recherche
Les domaines d'intérêt de Swaminathan sont la tuberculose (TB) pédiatrique et adulte, l'épidémiologie et la pathogenèse, et le rôle de la nutrition dans la TB associée au VIH.
Pendant son séjour à l'Institut national de recherche sur la tuberculose à Chennai, Swaminathan a créé un groupe multidisciplinaire de scientifiques cliniques, de laboratoire et du comportement étudiant divers aspects de la tuberculose et de la tuberculose/VIH. Swaminathan et ses collègues ont été parmi les premiers à intensifier l'utilisation des diagnostics moléculaires pour la surveillance et les soins de la TB, à entreprendre de grands essais sur le terrain de stratégies randomisées par la communauté pour fournir un traitement contre la TB aux populations mal desservies. Elle faisait partie du projet TB Zero City qui visait à créer des « îles d'élimination » en travaillant avec les gouvernements locaux, les institutions et les associations de base.
En 2021, Swaminathan a également été nommée au Pandemic Preparedness Partnership (PPP), un groupe d'experts présidé par Patrick Vallance pour conseiller la présidence du G7 détenue par le gouvernement du Premier ministre Boris Johnson.

## Autres activités
- Alliance for Health Policy and Systems Research, membre du conseil d'administration[16]
- Coalition pour les innovations en matière de préparation aux épidémies (CEPI), membre sans droit de vote du conseil d'administration[17]
- Partenariat mondial pour la recherche et le développement des antibiotiques (GARDP), membre sans droit de vote du conseil d'administration[18]
- Coalition mondiale contre la tuberculose, membre du groupe d'experts[19]
- WomenLift Health, membre du Conseil consultatif mondial[20]

## Prix
- 1999 : XI Conférence nationale de pneumologie pédiatrique, Médaille d'or du Dr Keya Lahiri pour le meilleur article
- 2008 : Conseil indien de la recherche médicale, Kshanika Oration Award
- 2009 : Union internationale contre la tuberculose et les maladies pulmonaires, vice-président, section VIH
- 2011 : Académie indienne de pédiatrie, membre
- 2011 : Association indienne des microbiologistes appliqués, Prix d'excellence pour l'ensemble de ses réalisations
- 2012 : Prix de la science et de la technologie du Tamil Nadu
- 2012 : Académie nationale des sciences, Inde, membre
- 2013 : Académie indienne des sciences, Bangalore, membre,
- 2016 : NIPER, Prix de la dotation de recherche ASTRAZENECA [21]

## Ouvrages et publications
- Murray, Barber, Foreman et Ozgoren, « Global, regional, and national disability-adjusted life years (DALYs) for 306 diseases and injuries and healthy life expectancy (HALE) for 188 countries, 1990–2013: quantifying the epidemiological transition », The Lancet, vol. 386, no 10009,‎ novembre 2015, p. 2145–2191 (PMID 26321261, PMCID 4673910, DOI 10.1016/S0140-6736(15)61340-X)
- Forouzanfar, Alexander, Anderson et Bachman, « Global, regional, and national comparative risk assessment of 79 behavioural, environmental and occupational, and metabolic risks or clusters of risks in 188 countries, 1990–2013: a systematic analysis for the Global Burden of Disease Study 2013 », The Lancet, vol. 386, no 10010,‎ décembre 2015, p. 2287–2323 (PMID 26364544, PMCID 4685753, DOI 10.1016/S0140-6736(15)00128-2)